# Loxostege nissalis
Loxostege nissalis là một loài bướm đêm trong họ Crambidae.